# Bosanci (Suceava)
Bosanci es una comuna ubicada en el distrito de Suceava, Rumania.

## Superficie
Posee una superficie de 49,57 kilómetros cuadrados.

## Demografía
Hasta 2021 la población era de 6802 habitantes, con una densidad de población de 137,2 habitantes por kilómetro cuadrado.